# Ashagy Zeynaddin
Ashagy Zeynaddin är en ort i Azerbajdzjan.   Den ligger i distriktet Ağdaş Rayonu, i den centrala delen av landet, 210 kilometer väster om huvudstaden Baku. Ashagy Zeynaddin ligger 38 meter över havet och antalet invånare är 1 181.
Terrängen runt Ashagy Zeynaddin är huvudsakligen platt, men norrut är den kuperad. Närmaste större samhälle är Ağdaş, 3,0 kilometer öster om Ashagy Zeynaddin. 
Trakten runt Ashagy Zeynaddin består till största delen av jordbruksmark. Runt Ashagy Zeynaddin är det ganska tätbefolkat, med 90 invånare per kvadratkilometer.